# 麻雀物語2
麻雀物語2（マージャンものがたり2）は、2005年8月に平和より発売されたパチスロ機。A-400タイプのストック機で3枚掛け専用。4.7号機。型式名は『マージャンモノガタリ2』。
変則6ライン機種（通常の5ラインの他に左リールより中段・中段・下段が有効ライン）のため、中段チェリーが重複当選となる。1991年に同社より初のフルカラー液晶デジタル採用で話題となったパチンコ機、『麻雀物語』をモチーフとしている。メーカー発表の機種名は『麻雀物語』であるが、パチンコ版との区別から型式名である『麻雀物語2』と呼称されることが多い。
後継機として2012年11月にパチンコ（2012年版）の風上三姉妹を採用した『麻雀物語２ 激闘！麻雀グランプリ』が登場。2015年には続編『麻雀物語3 役満乱舞の究極大戦』が平和の系列会社となったオリンピアより発売されている。

## 概要
発売は2005年8月であるが、2006年に新セルバージョンをリリース。モードは「通常モード」と「連荘モード」の2つだけで、通常モード（リセット後）はボーナス後128Gまでに約1/2でRT解除し、連荘モードは128Gまでに8割以上、256Gまでに98.4%でRT解除する。液晶画面には大きく分けて、「通常時」（電車ステージ）、「チャンス時」（温泉ステージ）、「保留玉チャンス」の3つがある。特に「保留玉チャンス」演出はボーナス終了直後に初代『麻雀物語』を思わせる画面になり、4G間に図柄が揃えば大当りが確定する。ただし通常モードの1 - 4GのRT解除が選択された場合に「保留玉チャンス」演出が選択される為、4G連で大当り＝連荘モードではない。
ボーナスの放出契機は
- 内部的なRTが終了
- 中段平行、斜め竹当選時の1/3
- 上段、下段の平行竹1/28.5
- 1/65536の純ハズレ

## 登場人物
アキラ
主人公。電車ステージで座っているか温泉ステージで歩いているかどちらかの雀士。
次女さやか
アキラと「麻雀対決」を行う。麻雀の強さは強。さやかのみ特殊対決がない。
長女まどか
アキラと「麻雀対決」または「我慢対決」を行う。麻雀の強さは中。
三女あやか
アキラと「麻雀対決」または「卓球対決」を行う。麻雀の強さは激弱。
売り子
電車モードで対応小役をワゴンで運んでくる女性。運んでくるのはリプレイやベルが多い。
謎の通行人
電車モードで通路を歩く謎の男。基本的に服の色が小役に対応している。
この男演出は発生するだけでチャンス。
車掌
電車モードでたまに現れる。基本的に服の色が小役に対応している。
オヤジ
温泉モードで時々現れる。基本的に浴衣の色が小役に対応している。
駅員
温泉モードから電車モード変化演出時に現れる。冷たい目でこちらを見つめる。

## プレミアム演出
主なものを列挙する
- 4G連演出時、筒子の1と7と白テンパイ
- 電車ステージ中、ブレーキ演出で誰もいなくなる。
- 電車ステージ中、外に銀河鉄道が走る。
- 電車ステージ中、トンネルを抜けた後、外景が月面。
- 電車ステージ中、扉から現れた車掌の服が金色。
- 電車ステージ中、黒い服の通行人が通る。
- 温泉ステージ中、オヤジが群れをなして歩く。
- 温泉ステージ中、黒い服のオヤジが歩く。
- 温泉ステージ中、射的演出でアキラの顔面がゴルゴ13風
- 麻雀対決でピンフ（平和）でリーチ
- 麻雀対決で天和
- ボーナス中、最終JACにて、さやかが走る（4G連確定）

## ゲーム機
- オンラインゲームサイト『777town.net』にてプレイが可能である。

## 関連商品
- スロ音 Vol.2（ソニーレコード、2006年7月26日、SRCL-6389） - 本機のビッグボーナス時BGMが収録されている。
- 平和より当機をモチーフとした携帯電話用アプリケーション『麻雀物語Original Story』が発表されている。
- 2012年11月には平和グループのオリンピアより後継機として『麻雀物語2 激闘!麻雀グランプリ』が発売された。